# Energy China
Energy China ou China Energy Engineering Corporation (CEEC) est une entreprise chinoise de construction créée en septembre 2011.

## Histoire
D'après le journaliste Mickaël Correia, China Energy serait avec Gazprom et Aramco une des trois multinationales qui rejette le plus de CO2 dans l'atmosphère.